# 金子達也
金子 達也（かねこ たつや、1953年6月10日 - ）は、日本の実業家。ダイハツ工業代表取締役副社長や、トヨタ自動車九州代表取締役社長を経て、同社代表取締役会長、九州経済連合会副会長。

## 人物・経歴
愛知県名古屋市出身。1976年一橋大学経済学部卒業、トヨタ自動車販売（現トヨタ自動車）入社。国内営業を担当し、レクサスブランドの日本での導入の責任者を務めた。国内企画部部長、常務役員兼トヨタファイナンシャルサービス取締役、顧問を経て、2011からダイハツ工業取締役専務執行役員を、2013年からはダイハツ工業代表取締役副社長を務め、海外や管理部門を担当した。
2015年からトヨタ自動車九州代表取締役社長を務め、人材確保のため期間従業員の正社員化などを行った。アジア向けスポーツ・ユーティリティ・ビークルの好調などから、2018年には3期連続の売上高1兆円超を実現し、同年代表取締役会長に退き、九州経済連合会副会長に就任した。2022年九電工取締役。九州経済連合会第二会長職務代行、同北九州地域委員長、西日本工業倶楽部理事、福岡県就労支援事業者機構理事、九州オープンイノベーションセンター理事なども歴任。